# Fraser McConnell
Fraser McConnell es un deportista neozelandés que compitió en taekwondo. Ganó una medalla de bronce en el Campeonato de Oceanía de Taekwondo de 2016, en la categoría de –68 kg.

## Palmarés internacional
| Campeonato de Oceanía | Campeonato de Oceanía | Campeonato de Oceanía | Campeonato de Oceanía |
| Año                   | Lugar                 | Medalla               | Categoría             |
| --------------------- | --------------------- | --------------------- | --------------------- |
| 2016                  | Suva (Fiyi)           | Medalla de bronce     | –68 kg                |